# Белоај ан Сантер
Белоај ан Сантер (фр. Belloy-en-Santerre) насеље је и општина у североисточној Француској у региону Пикардија, у департману Сома која припада префектури Перон.
По подацима из 2011. године у општини је живело 166 становника, а густина насељености је износила 30,24 становника/km². Општина се простире на површини од 5,49 km². Налази се на средњој надморској висини од 76 метара (максималној 86 m, а минималној 57 m).

## Демографија
| 1962. | 1968. | 1975. | 1982. | 1990. | 1999. | 2011. |
| ----- | ----- | ----- | ----- | ----- | ----- | ----- |
| 136   | 159   | 172   | 169   | 162   | 167   | 166   |

График промене броја становника у току последњих година